# Alfred Efona
Alfred Efona est un homme politique salomonais.

## Biographie
Il se présente comme candidat du Parti unifié lors de l'élection législative partielle de novembre 2020 dans la circonscription de Honiara-centre due à la destitution du député John Moffat Fugui pour corruption électorale. Il remporte l'élection face à neuf autres candidats dont l'épouse du député déchu et l'ancien Premier ministre Gordon Darcy Lilo, et entre au Parlement national comme député d'opposition au gouvernement de Manasseh Sogavare,.